# Euphydryas gillettii

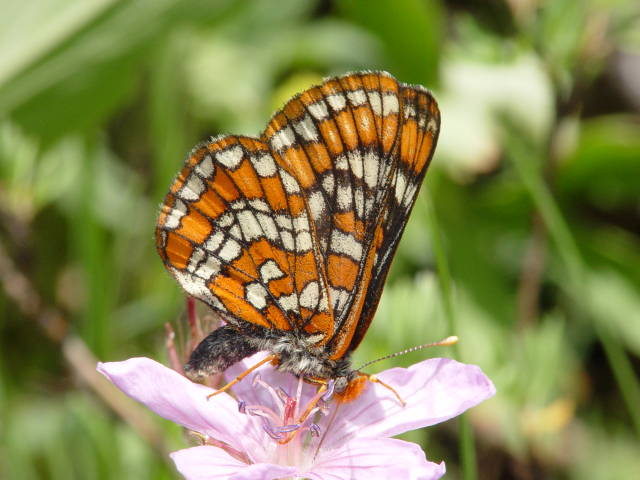
Flügelunterseite eines Weibchens

Euphydryas gillettii ist ein Schmetterling (Tagfalter) aus der Familie der Edelfalter (Nymphalidae). 

## Merkmale

### Falter
Die Flügelspannweite der Falter beträgt 38 bis 48 Millimeter. Vorder- und Hinterflügel zeigen auf der Oberseite ähnliche Zeichnungselemente. Die Grundfarbe ist jeweils schwarz bis schwarzbraun. In der Submarginalregion ist eine breite, aus rotorangen bis gelborangen Flecken gebildete Binde erkennbar. In der Flügelmitte befinden sich weißliche Zonen, die bei den Männchen etwas stärker ausgeprägt sind als bei den Weibchen. Unterhalb des Vorderrandes hebt sich ein großer sowie ein kleinerer orangefarbener Fleck ab. Die Flügelunterseiten zeigen ein ähnliches Muster wie die Oberseiten, haben jedoch keine schwarz gefärbten Bereiche.

### Ei, Raupe, Puppe
Das Ei ist zunächst gelbgrün und nimmt später eine rötliche Farbe an.
Ausgewachsene Raupen haben eine schwarze Grundfarbe, von der sich eine gelbe Rückenlinie und weiße Seitenstreifen abheben. Sie sind auf der gesamten Körperlänge mit stark verzweigten Dornen bestückt. Diese sind auf dem Rücken gelb und an den Seiten schwarz.
Die Puppe ist weißlich und mit vielen kleinen schwarzen Flecken und einigen orangefarbenen Buckeln versehen.

## Verbreitung und Vorkommen
Das Verbreitungsgebiet der Art erstreckt sich über den Südwesten der kanadischen Provinz Alberta sowie die US-Bundesstaaten Idaho, Montana und Wyoming. Sie kommt insbesondere im Yellowstone-Nationalpark vor, weshalb die Art im englischen Sprachgebrauch außer als Gillette's Checkerspot auch als Yellowstone Checkerspot bezeichnet wird. Euphydryas gillettii besiedelt bevorzugt feuchte Wiesen, feuchte Nadelwälder sowie Flussränder.

## Lebensweise
Die Falter fliegen in einer Generation von Juni bis August. Sie saugen gerne an Blüten oder feuchten Stellen am Boden. Die Eier werden an der Unterseite von Blättern, die der Sonne zugewandt sind abgelegt. Junge Raupen leben gesellig in aus Seidenfäden gesponnenen Nestern. Im Flachland überwintern die Raupen einzeln im vierten Stadium, in höheren Lagen erfolgen zwei Überwinterungen. Sie ernähren sich von einer Vielzahl von Pflanzen, beispielsweise von Braunwurzgewächsen (Scrophulariaceae) und Geißblattgewächsen (Caprifoliaceae). Dazu zählen Castilleja miniata, Castilleja linariifolia, Lonicera involucrate, Symphoricarpus albus und Veronica wormskjoldii. Bei Zuchten werden auch Wegerichgewächse (Plantaginaceae) angenommen. Nach M. D. Bowers und E. H. Williams speichern die Raupen die in den Blättern der Nahrungspflanzen enthaltenen Giftstoffe, wodurch sie für Fressfeinde ungenießbar werden.